# Millstätter Kreuzgang
Der Millstätter Kreuzgang ist der Kreuzgang des ehemaligen Benediktinerklosters in Millstatt am Millstätter See. Durch seine reiche, magische Schmuckplastik aus der zweiten Hälfte des 12. Jahrhunderts gilt er als bedeutendes Baudenkmal der Romanik. Das Stift Millstatt ist über die B 98 erreichbar (Entfernung zur Tauern Autobahn A 10 / Knoten Spittal-Millstätter See 9 km).

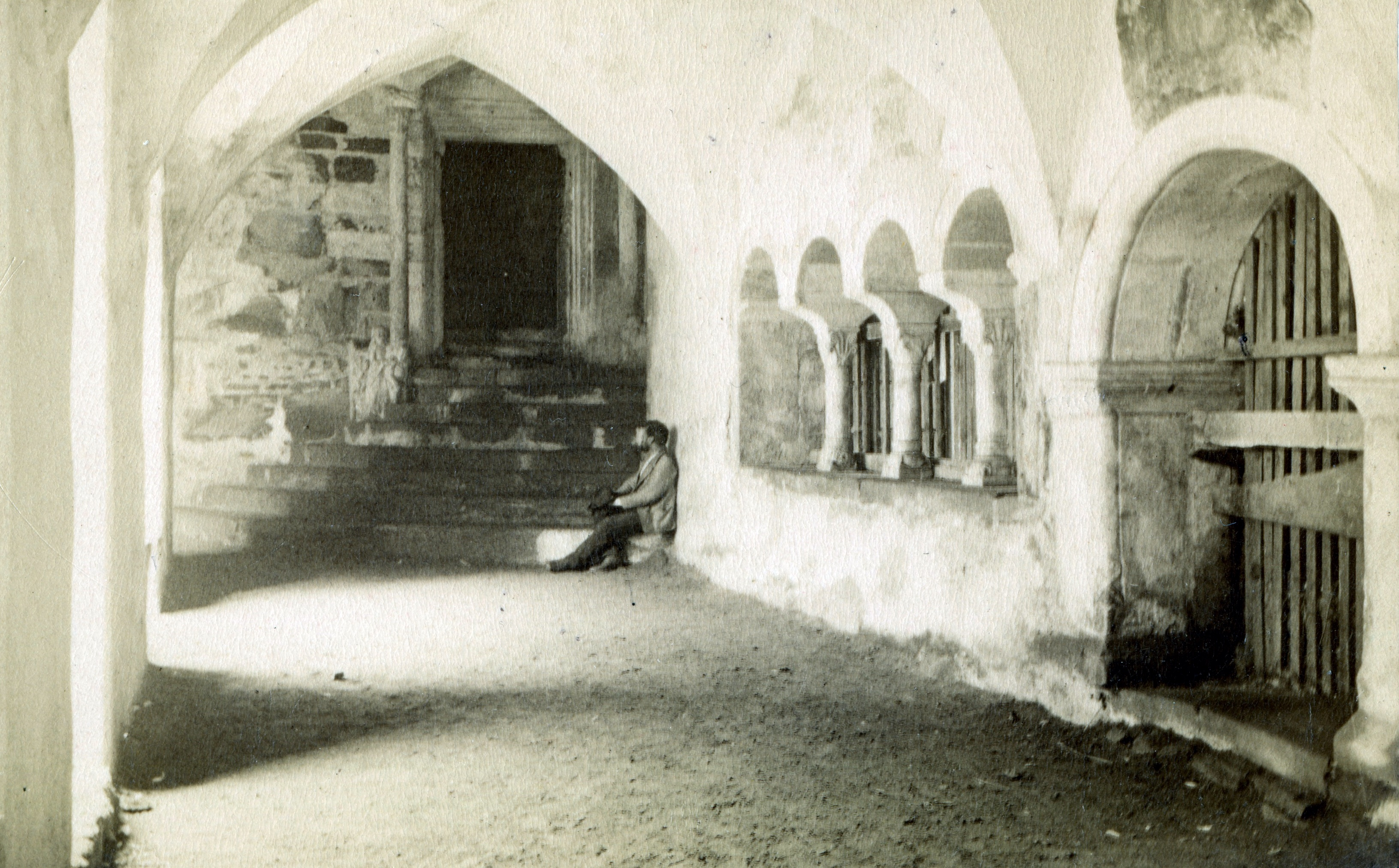
Kreuzgang um 1890 noch mit verplankten Arkaden und Erdboden

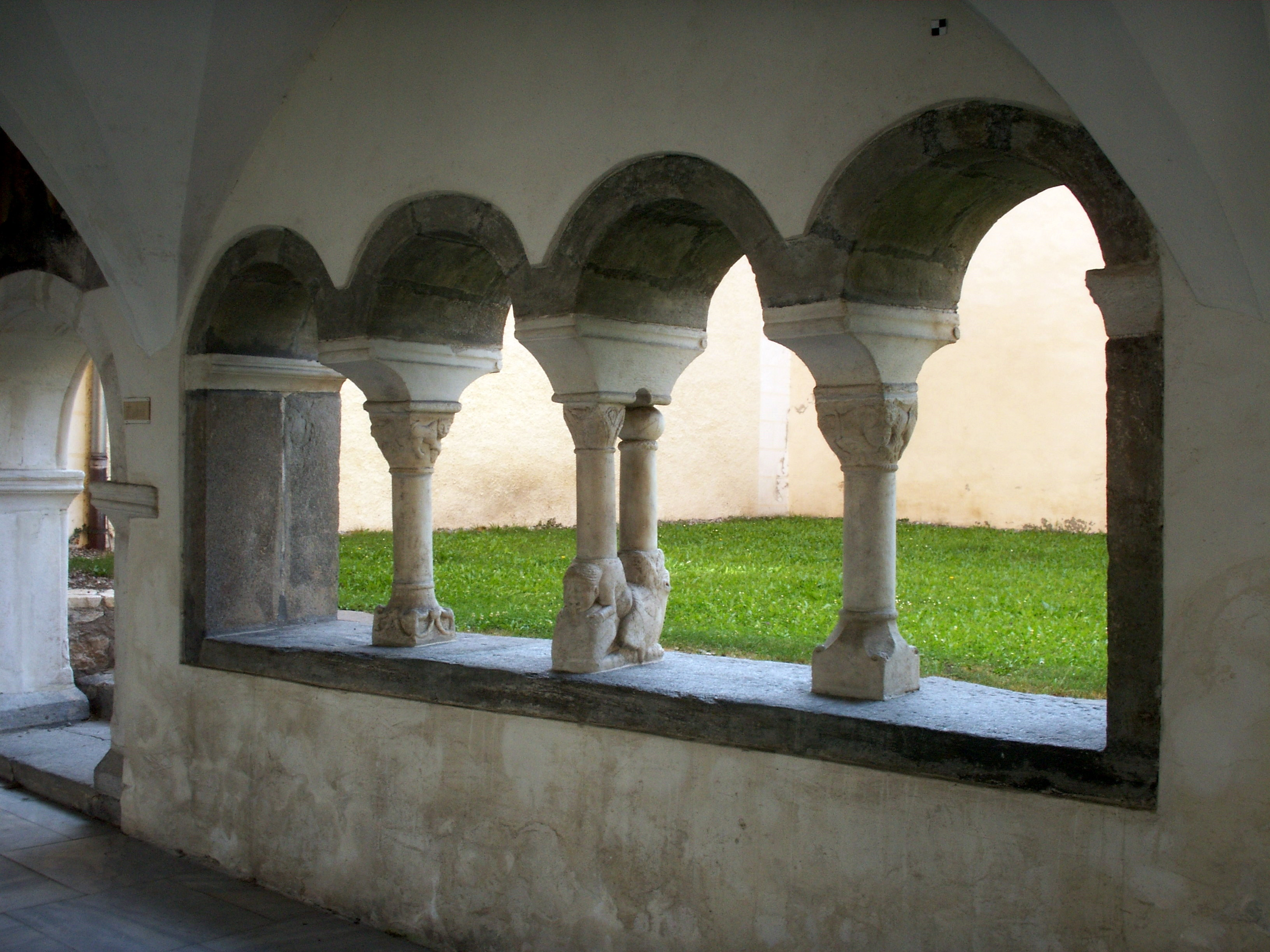
Südliche Viererarkade im Ostflügel

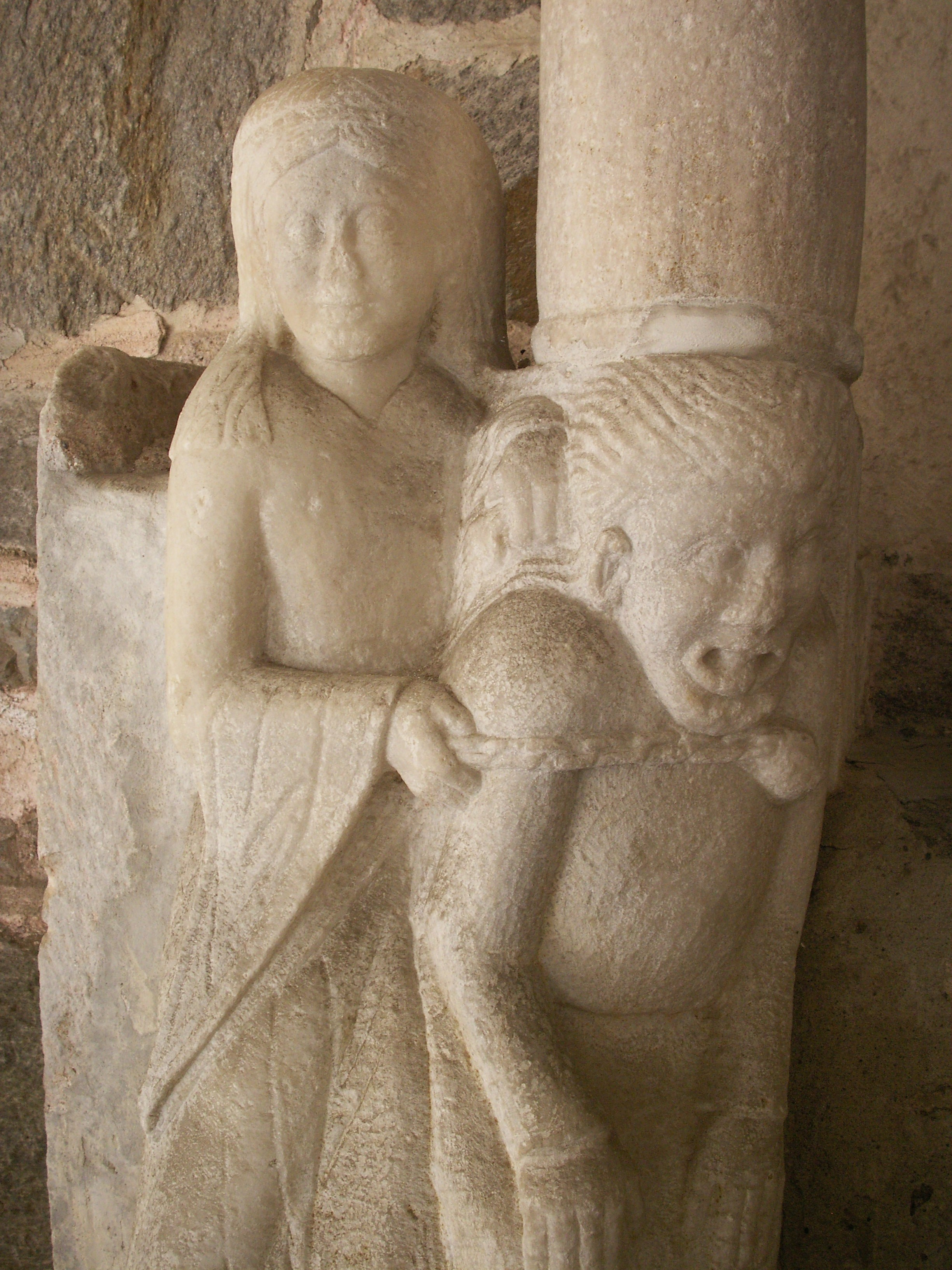
Romanische Plastik „Heidentum“ und „Kirche“ im Kampf

Grundriss

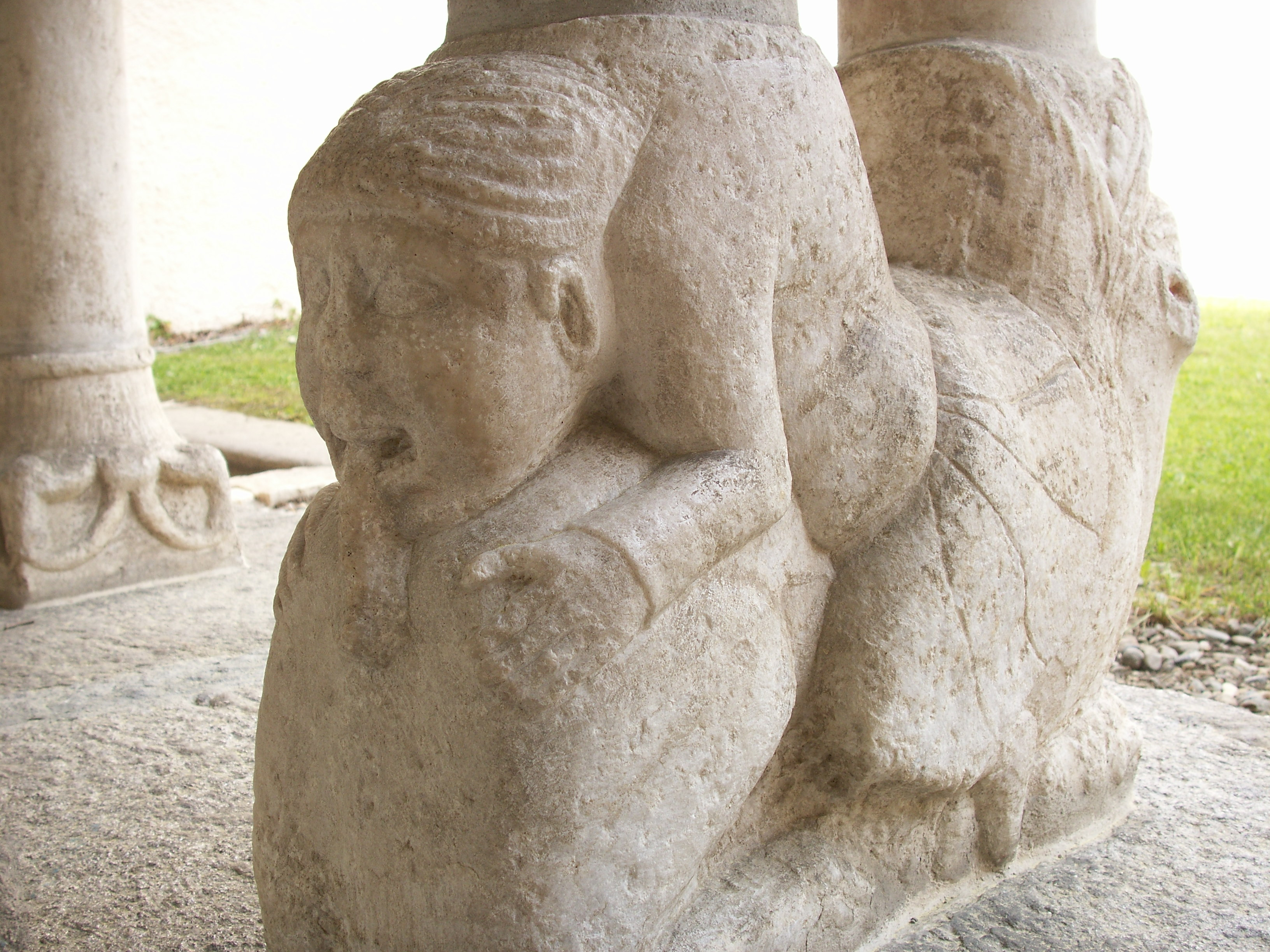
Doppelsäulenbasis Weib & Löwe

Das an der Südseite der Stiftskirche anschließende, rechteckig angelegte Klostergeviert, in dessen grasbewachsenem Hof sich der ehemalige Klosterbrunnen befindet, bildete das Zentrum des früheren Klosters. Seine heutige Erscheinungsform stammt aus dem 15. Jahrhundert. Die Gewölbe der ca. 4 m breiten Gänge, die anstelle der ursprünglichen Flachdecke eingebaut wurden, sind überwiegend als Sterngratgewölbe, im Südflügel als Springgewölbe ausgeführt. Die Säulchen aus dem früheren ersten Stock des Kreuzganges sind vermutlich im Arkadenhof des Ordensschlosses verbaut. Zum Hof hin befinden sich gekuppelte Rundbogenfenster mit jeweils einer Mittelsäule. Im Nordflügel gibt es ein spitzbogiges Portal, im Ost- und Westflügel barocke Rundbogenportale.
Das Kreuzgangsportal, die frühere Mönchspforte zur Kirche, liegt in der Nordostecke und wurde unter Verwendung romanischer Skulpturen aus der zweiten Hälfte des 12. Jahrhunderts um 1500 spätgotisch umgestaltet. Zwei ehemalige Pfeilerfiguren, wohl vom damals abgetragenen Lettner, dienen jetzt als Gewändefiguren: links der heilige Paulus, rechts der Erzengel Michael. Zwei Freisäulen stützen das Gewölbe der Kreuzgangecke. Bemerkenswert sind die beiden männlichen Atlanten, symbolisch für
Heidentum oder Dämonen, die durch Frauen, Symbol für die Kirche, mit einer Kette bzw. am Bart festgehalten werden. Ähnliche Darstellungen sind sonst nur vom Ost-Chor des Doms in Worms bekannt. Möglicherweise beauftragte der wichtigste Bauherr der romanischen Zeit, Heinrich II. aus dem Geschlecht der Grafen von Andechs-Giech, Abt ab dem Jahre 1166, einen Meister aus Süddeutschland mit der Ausführung der Bauplastiken, auf den die Millstätter Bildhauerschule zurückging, die die berühmten Skulpturen des Westportales und den Kreuzgangs schufen. Finanziert wurde das Projekt vermutlich auch aus dem Vermögen der Mutter Chunizza von Heinrich, die ihre Güter verschenkte und sich dem Klosterleben widmete und in der Siebenhirterkapelle begraben liegt. Der an die Kirche angrenzende Flügel ist eingeschoßig, die anderen drei sind zweigeschoßig.
Den ästhetisch ansprechendsten Teil des Kreuzgangs ist die äußere Seite des Ostflügels, mit den beiden Viererarkaden, in dessen Mitte sich ein breites Rundbogenportal befindet. Das Tor ist der ursprüngliche Eingang in das Kapitelhaus der Mönche, das heute nicht mehr existiert. Der Formenreichtum der romanischen Figurenkapitelle und Säulenbasen mit Fabelwesen ist außergewöhnlich. Vielerlei Schmuckmotive ornamentaler, vegetabilischer, tierischer und menschlicher Art werden verwendet. Zentrales Thema ist der Sieg des Christentums über die endgültig gebannten dämonischen Mächte.
Als am originellsten und einmalig gilt die Basis der Doppelsäule in der Mitte der südlichen Viererarkade im Ostflügel. Ein ruhender Löwe trägt mit dem Maul seines nach oben gewendeten Kopfes die äußere Säule. Auf dem Rücken des Löwen kauert rittlings, jedoch verkehrt herum, eine Frau mit herausgestreckter Zunge, auf deren Buckel die innere Säule ruht.
Im Kreuzgang befinden sich einige Wandgemälde aus dem 15. und 16. Jahrhundert. Am Fresko Madonna mit Kind aus der Zeit um 1430 ist der nachträgliche Einbau der Gewölbe gut ersichtlich. Weiteres gibt es Szenen aus der Georgslegende sowie eine Madonna mit Heiligen.
In der Zeit zwischen der Aufhebung der Jesuitenresidenz 1773 und dem aufkommenden Fremdenverkehr ab dem Ende des 19. Jahrhunderts herrschte wenig Interesse an Kulturdenkmälern. Der Kreuzgang wurde von den Mietern der Studienfondsherrschaft zum Teil auch gewerblich, etwa als Tischlerei, genutzt. Noch um 1890 waren die Viererarkaden mit Holzbrettern verblankt. Der Boden mit relativ stark fallendem Niveau zum Ausgang links unten, wurde erst im 20. Jahrhundert mit Marmor ausgelegt.

## Sonstiges
Am 15. Mai 1970 brachte die Österreichische Post zu diesem Motiv eine Dauermarke in dunkelsiena der Briefmarkenserie Österreichische Baudenkmäler im Wert von 1,00 Schilling heraus.